# Station Bentencho

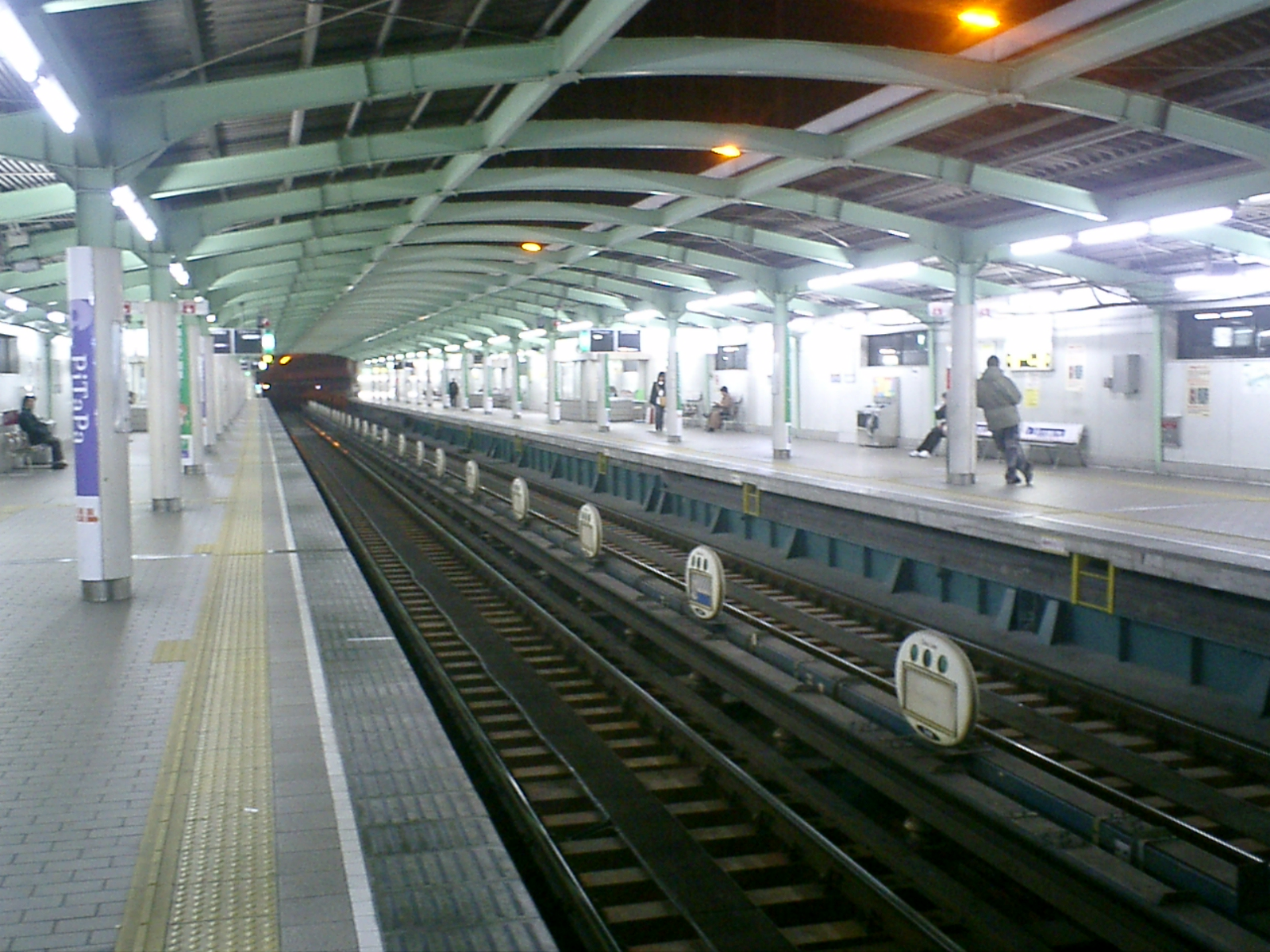
Metroperrons van de Chūō-lijn

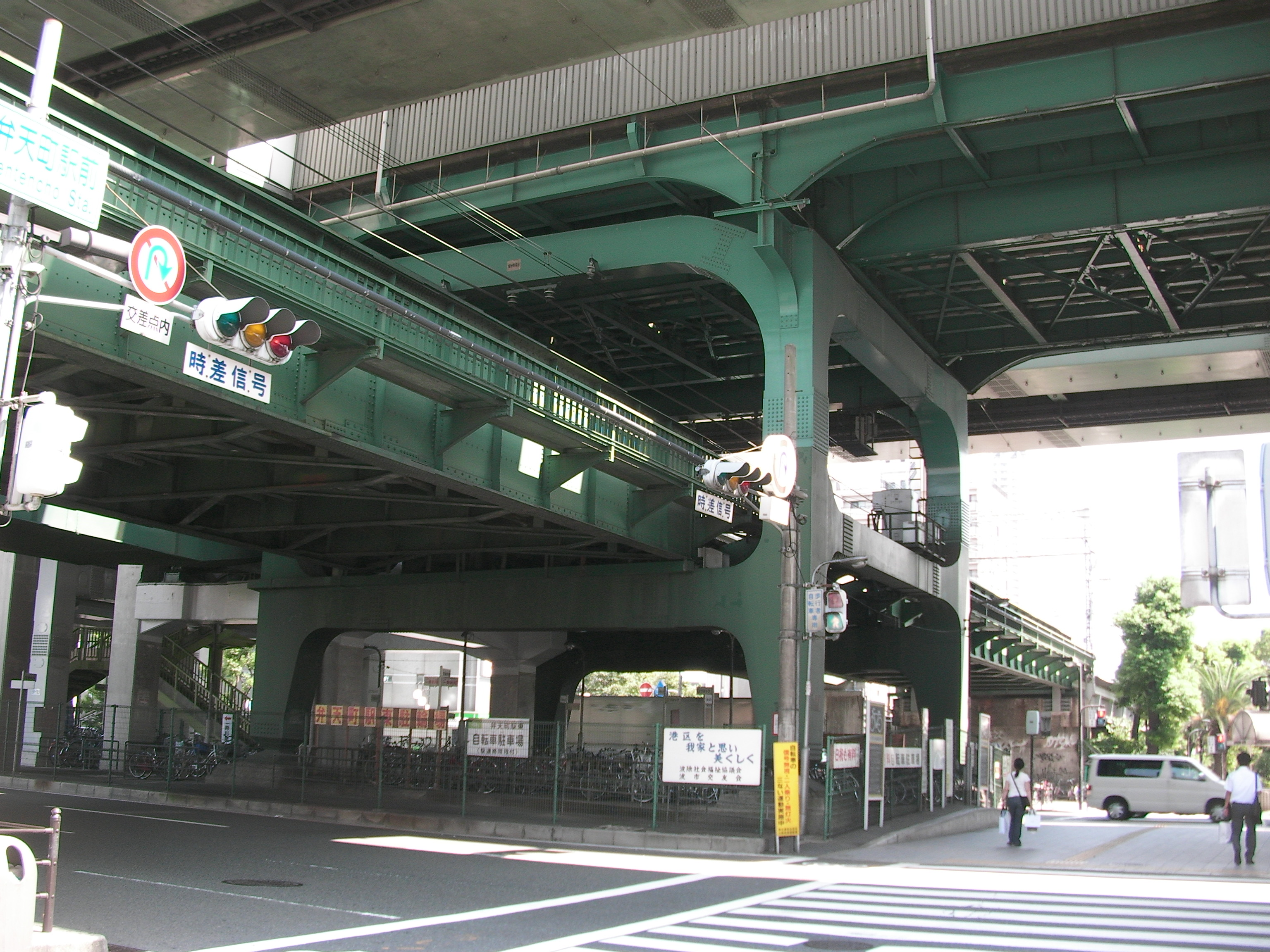
Kruising van de twee lijnen.

Station Bentencho (弁天町駅, Bentenchō-eki) is een spoorweg- en metrostation in de wijk Minato-ku in de Japanse stad Osaka. Het wordt aangedaan door de Osaka-ringlijn (trein) en de Chūō-lijn (metro). Het metrostation heeft het nummer C13.
Het metrostation staat loodrecht op het treinstation en bevindt zich er ten zuidwesten van. Het station ligt ook een stuk hoger zodat de metro's de treinen bovenlangs kruisen.

## Geschiedenis
Het station Bentenchō werd in 1961, gelijk met de Osaka-ringlijn geopend. Ruim een half jaar later werd het metrostation geopend voor de nieuwe metrolijn 4 (thans de Chūō-lijn). Bentenchō was tot 1965 het eindstation van deze lijn.
Begin jaren 90 werd het gebied rondom het station vernieuwd en bouwde men het gebouwencomplex ORC200, bestaande uit kantoren, woningen, restaurants, winkels, een school en een hotel.

## Lijnen

### JR West
| 1 | ■Osaka-ringlijn | naar Tennōji en Kyōbashi |
| 2 | ■Osaka-ringlijn | naar Nishikujō en Ōsaka  |

### Chūō-lijn(stationsnummer C13)
| 1 | ■Chūō-lijn | richting Hommachi, Morinomiya en Nagata |
| 2 | ■Chūō-lijn | richting Ōsakakō en Cosmosquare         |

## Overig openbaar vervoer
Vanaf het busstation:
- Busplatform 1:
  - 44A, 99
- Busplatform 2:
  - 84, 98
- Basplatform 3:
  - 20, 20A, 51, ringlijn

Vanaf het stationsplein
- 99, ringlijn

## Stationsomgeving
- Busstation van Bentenchō
- ORC200
- Cross Tower Osaka Bay
- Transportmuseum
- Toneelgroep New OSK nippon
- Lawson
- Kōnan
- FamilyMart
- Sunkus
- Heart-in
- Kagawa-bank
- Bibliotheek van Minato-ku

Osaka · Fukushima · Noda · Nishikujo · Bentencho · Taisho · Ashiharabashi · Imamiya · Shin-Imamiya · Tennoji · Teradacho · Momodani · Tsuruhashi · Tamatsukuri · Morinomiya · Osakajo-koen · Kyobashi · Sakuranomiya · Temma · Osaka